# Downesia auberti
Downesia auberti es una especie de insecto coleóptero de la familia Chrysomelidae.
Fue descrita científicamente en 1888 por Léon Fairmaire.